# 鎳紋石

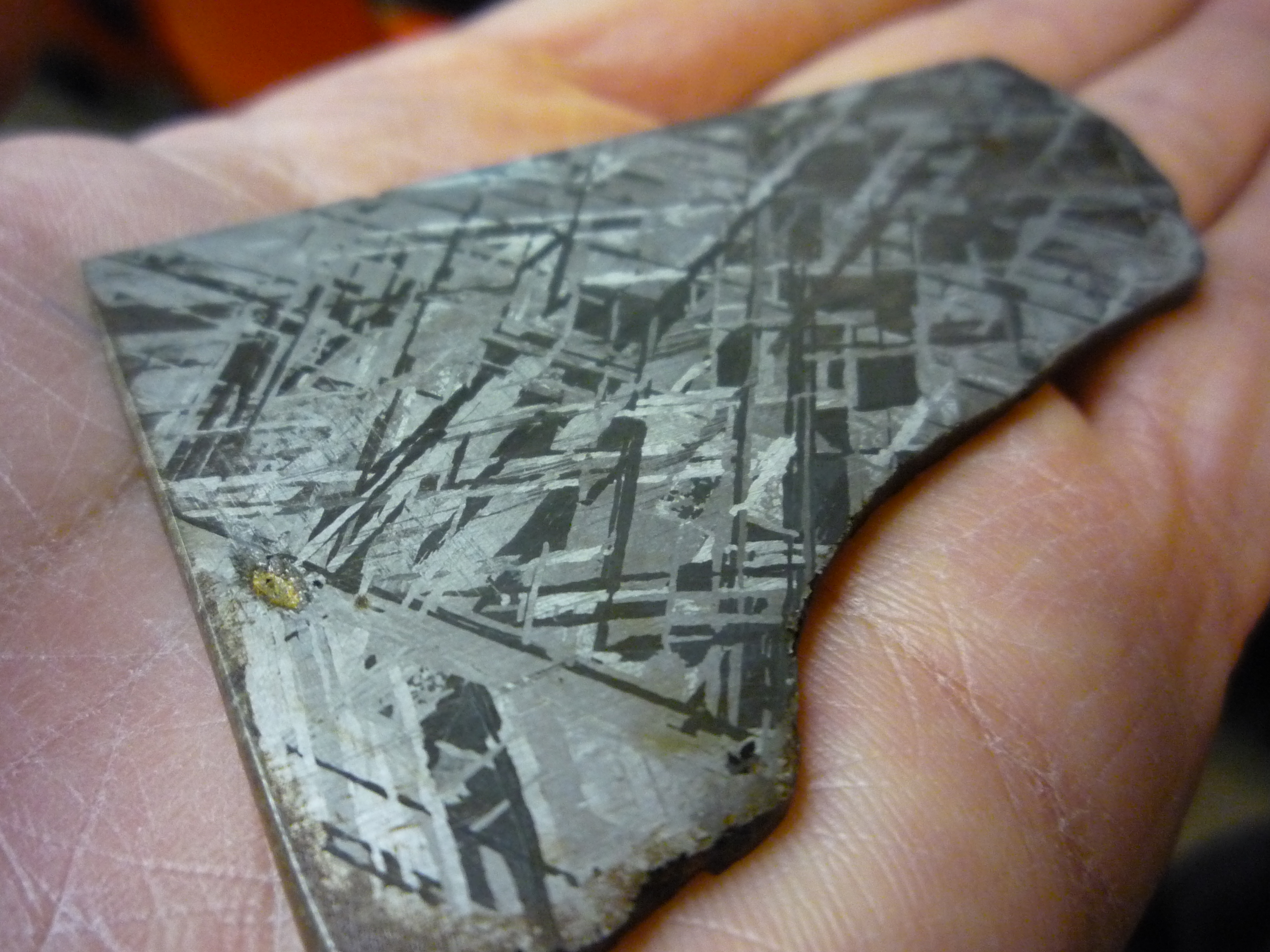
鎳紋石中魏德曼图案显示了八面体陨石中镍铁、铁纹石和镍纹石的两种形式

鎳紋石（英語：Taenite）是一種可以在鐵隕石中發現礦物，是鐵和鎳的合金，其中鐵佔79.19%而鎳佔20.81%。鎳紋石外表呈現灰色，有金屬光澤，摩爾質量約56.42，密度8g/cm³ ，硬度介於5到5.5之間。

## 基本介绍
Taenite该英文名称名称源自希腊语 ταινία，意为“带子、丝带”。 镍纹石是铁陨石的主要成分。 在八面体中，它存在于与斜纹石交织的带中，形成魏德曼图案，而在共晶石中，它是主要成分。 在八面体中，可能会与斜纹石发生精细混合物，称为斜纹石。
镍纹石是四种已知的铁镍陨石矿物之一：其他是铁纹石、辉纹石和反纹石。

## 特性
它是不透明的，具有金属灰色到白色的颜色。 结构是等轴六面体（立方体)。其密度约为 8 g/cm3，莫氏硬度为 5 至 5.5。与反绦石相反，镍纹石具有磁性。结构是等轴六面体（立方体）。 晶格的 c≈a=3.582±0.002 Å。Strunz 分类为 I/A.08-20，而 Dana 分类为 1.1.11.2。

## 外部連結
- Webmineral.com （页面存档备份，存于）
- www.meteorite.fr （页面存档备份，存于）

1. ↑  Warr, L.N. . Mineralogical Magazine. 2021, 85 (3): 291–320. Bibcode:2021MinM...85..291W. S2CID 235729616. doi:10.1180/mgm.2021.43 .
2. ↑  Anthony, John W.; Bideaux, Richard A.; Bladh, Kenneth W.; Nichols, Monte C.  (PDF). Handbook of Mineralogy. Mineral Data Publishing. 2005  [14 March 2022]. （原始内容存档 (PDF)于2023-12-24）.
3. ↑  http://webmineral.com/data/Taenite.shtml 的存檔，存档日期2021-01-22. Webmineral data
4. ↑  Albertsen, F.; Knudsen, J. M.; Jensen, G. B. . Nature. Jun 1978, 273 (5662): 453–454. Bibcode:1978Natur.273..453A. S2CID 4177830. doi:10.1038/273453a0.